# リビドマイシン
リビドマイシン（英：Lividomycin）は広域スペクトルのアミノグリコシド系抗生物質である。リビドマイシンは結核菌（結核の原因菌）や緑膿菌を含むほとんどのグラム陽性菌とグラム陰性菌に有効である。